# Барабинский район
Бара́бинский райо́н — административно-территориальная единица (район) и муниципальное образование (муниципальный район) в Новосибирской области России.
Административный центр — город Барабинск.

## География
Район расположен на западе Новосибирской области. 58 % площади района занято сельхозугодиями, 20 % — водными объектами, 9 % — болота, 9 % — лесами и кустарниковыми зарослями, остальная территория занята постройками, дорогами и прочими объектами. Территория района по данным на 2008 год — 441,5 тыс. га, в том числе сельхозугодья — 311,9 тыс. га (70,6 % всей площади).

## История
Район образован в 1925 в составе Барабинского округа Сибирского края. В 1930 году, после разделения Сибирского края, оказался в составе Западно-Сибирского края. В 1936 году из Барабинского района был выделен Куйбышевский район. В 1937 году Барабинский район был включен во вновь образованную Новосибирскую область.
В 2018 году район вошёл в состав Барабинско-Куйбышевской агломерации.
Название района происходит от слова «бараба», названия древнего племени, проживающего на данной территории ещё до татар и именовавшего себя в честь тотема-покровителя — птички сойки.

## Достопримечательности[6]

### Рукотворные достопримечательности
- Мемориал Славы;
- Аллея Славы по улице Ульяновской;
- Памятник воинам-деповчанам;
- Музеи в колледже железнодорожного транспорта имени Н. Лунина и локомотивном депо станции Барабинск;
- Комплекс водонапорных башен;
- Краеведческий музей;
- Городской железнодорожный вокзал с экспонатами железнодорожной техники прошлого;
- Храм в честь Андрея Стратилата и великомученицы Екатерины;
- Церковно-приходская школа им. Иоанна Кронштадтского, 1897 года постройки;
- Часовня Георгия Победоносца;
- Церковь Божьей Матери;
- Комплекс элеватора (мельница и складские помещения);

### Памятники природы
- Солёное бессточное озеро Чаны;
- Пресное озеро Сартлан;
- Памятник природы областного значения «Казанцевский мыс»;
- Памятник природы областного значения «Полуостров Сугун»;
- Кирзинский заказник, важный природоохранный объект федерального значения[7].

## Население
| 2002    | 2009    | 2010    | 2011    | 2012    | 2013    | 2014    |
| ------- | ------- | ------- | ------- | ------- | ------- | ------- |
| 17 126  | ↗45 931 | ↘45 659 | ↘44 513 | ↘43 932 | ↘43 351 | ↘42 658 |
| 2015    | 2016    | 2017    | 2018    | 2019    | 2020    | 2021    |
| ↘42 212 | ↘41 845 | ↘41 531 | ↘41 231 | ↘40 902 | ↘40 605 | ↘39 391 |
| 2024    |         |         |         |         |         |         |
| ↘38 628 |         |         |         |         |         |         |

Урбанизация
В городских условиях (город Барабинск) проживают 71,58 % населения района.

## Муниципально-территориальное устройство
В муниципальный район входят 12 муниципальных образований, в том числе 1 городское поселение и 11 сельских поселений.
| №        | Муниципальное образование  | Административный центр | Количество населённых пунктов | Население (чел.) | Площадь (км²) |
| -------- | -------------------------- | ---------------------- | ----------------------------- | ---------------- | ------------- |
| 1e-06    | Городское поселение:       |                        |                               |                  |               |
| 1        | город Барабинск            | город Барабинск        | 1                             | ↘27 648          | 69,48         |
| 1.000002 | Сельские поселения:        |                        |                               |                  |               |
| 2        | Зюзинский сельсовет        | село Зюзя              | 5                             | ↘1627            | 643,22        |
| 3        | Козловский сельсовет       | село Новокозловское    | 3                             | ↘826             | 404,85        |
| 4        | Межозерный сельсовет       | деревня Юный Пионер    | 4                             | ↘1091            | 457,27        |
| 5        | Новониколаевский сельсовет | село Новониколаевка    | 3                             | ↘510             | 338,32        |
| 6        | Новоспасский сельсовет     | село Новоспасск        | 3                             | ↘832             | 302,75        |
| 7        | Новочановский сельсовет    | село Новочановское     | 5                             | ↘1695            | 426,64        |
| 8        | Новоярковский сельсовет    | село Новоярково        | 4                             | ↘757             | 261,23        |
| 9        | Таскаевский сельсовет      | село Таскаево          | 6                             | ↘1481            | 730,70        |
| 10       | Устьянцевский сельсовет    | деревня Устьянцево     | 4                             | ↘870             | 411,23        |
| 11       | Шубинский сельсовет        | село Шубинское         | 6                             | ↘634             | 244,54        |
| 12       | Щербаковский сельсовет     | деревня Старощербаково | 7                             | ↘1326            | 217,94        |

### Населённые пункты
В Барабинском районе 51 населённый пункт.
| №  | Населённый пункт   | Тип                     | Население | Муниципальное образование  |
| -- | ------------------ | ----------------------- | --------- | -------------------------- |
| 1  | Абакумово          | посёлок                 | ↘103      | Таскаевский сельсовет      |
| 2  | Арисово            | посёлок                 | ↘216      | Козловский сельсовет       |
| 3  | Бадажки            | деревня                 | ↘322      | Межозерный сельсовет       |
| 4  | Бакмасиха          | деревня                 | ↘425      | Таскаевский сельсовет      |
| 5  | Барабинск          | город                   | ↘27 648   | город Барабинск            |
| 6  | Белово             | деревня                 | ↘370      | Зюзинский сельсовет        |
| 7  | Бехтень            | деревня                 | ↗5        | Новониколаевский сельсовет |
| 8  | Богатиха           | деревня                 | ↘228      | Новониколаевский сельсовет |
| 9  | Голованово         | посёлок                 | ↘145      | Новочановский сельсовет    |
| 10 | Горка              | посёлок                 | ↗148      | Щербаковский сельсовет     |
| 11 | Дунаевка           | посёлок                 | ↘192      | Межозерный сельсовет       |
| 12 | Зюзя               | село                    | ↘728      | Зюзинский сельсовет        |
| 13 | Казанцево          | деревня                 | ↘458      | Зюзинский сельсовет        |
| 14 | Кармакла           | деревня                 | ↘410      | Новочановский сельсовет    |
| 15 | Кармышак           | деревня                 | ↘185      | Таскаевский сельсовет      |
| 16 | Квашнино           | деревня                 | ↘442      | Зюзинский сельсовет        |
| 17 | Кирзинское         | железнодорожная станция | ↘191      | Устьянцевский сельсовет    |
| 18 | Кожевниково        | село                    | ↘304      | Новоспасский сельсовет     |
| 19 | Красный Пахарь     | посёлок                 | ↘117      | Шубинский сельсовет        |
| 20 | Красный Яр         | посёлок                 | ↘81       | Таскаевский сельсовет      |
| 21 | Круглоозёрка       | деревня                 | ↘98       | Шубинский сельсовет        |
| 22 | Новогутово         | деревня                 | ↘134      | Щербаковский сельсовет     |
| 23 | Новокозловское     | село                    | ↘606      | Козловский сельсовет       |
| 24 | Новокурупкаевка    | деревня                 | ↘358      | Межозерный сельсовет       |
| 25 | Новониколаевка     | село                    | ↘416      | Новониколаевский сельсовет |
| 26 | Новоспасск         | село                    | ↘576      | Новоспасский сельсовет     |
| 27 | Новотандово        | деревня                 | ↘90       | Зюзинский сельсовет        |
| 28 | Новоульяновское    | село                    | ↘571      | Щербаковский сельсовет     |
| 29 | Новочановское      | село                    | ↘878      | Новочановский сельсовет    |
| 30 | Новоярково         | село                    | ↘584      | Новоярковский сельсовет    |
| 31 | Пензино            | деревня                 | ↘223      | Козловский сельсовет       |
| 32 | Половинное         | деревня                 | ↘138      | Устьянцевский сельсовет    |
| 33 | Сизево             | деревня                 | ↘269      | Новочановский сельсовет    |
| 34 | Старощербаково     | деревня                 | ↗484      | Щербаковский сельсовет     |
| 35 | Староярково        | деревня                 | ↘79       | Новоярковский сельсовет    |
| 36 | Старый Карапуз     | деревня                 | ↘176      | Таскаевский сельсовет      |
| 37 | Тандов             | аул                     | ↘122      | Новоспасский сельсовет     |
| 38 | Таскаево           | село                    | ↘875      | Таскаевский сельсовет      |
| 39 | Тополевка          | посёлок                 | ↘258      | Новоярковский сельсовет    |
| 40 | Труновское         | железнодорожная станция | ↘141      | Щербаковский сельсовет     |
| 41 | Усть-Тандовка      | деревня                 | ↘266      | Новочановский сельсовет    |
| 42 | Устьянцево         | деревня                 | ↘697      | Устьянцевский сельсовет    |
| 43 | Чистоозёрка        | деревня                 | ↘13       | Новоярковский сельсовет    |
| 44 | Шубинское          | село                    | ↘519      | Шубинский сельсовет        |
| 45 | Юный Пионер        | деревня                 | ↘451      | Межозерный сельсовет       |
| 46 | 2997 км Мошкарь    | железнодорожный разъезд | ↘15       | Устьянцевский сельсовет    |
| 47 | 3017 км            | железнодорожный разъезд | ↘2        | Шубинский сельсовет        |
| 48 | 3020 км            | разъезд                 | ↘6        | Шубинский сельсовет        |
| 49 | 3023 км Барабушка  | железнодорожный разъезд | ↘18       | Шубинский сельсовет        |
| 50 | 3046 км Новогутово | железнодорожный разъезд | ↘28       | Щербаковский сельсовет     |
| 51 | 3071 км            | железнодорожный разъезд | ↘8        | Щербаковский сельсовет     |

| №  | Населённый пункт | Тип                    | Год упразднения |
| -- | ---------------- | ---------------------- | --------------- |
| 1  | 3001 км          | остановочная платформа | 2009            |
| 2  | Банниково        | деревня                | 1985            |
| 3  | Белорощинский    | посёлок                | 1983            |
| 4  | Голдоба          | деревня                | 1978            |
| 5  | Маначиха         | посёлок                | 1983            |
| 6  | Маук             | деревня                | 2009            |
| 7  | Межозёрный       | посёлок                | 1978            |
| 8  | Новокрасулино    | деревня                | 1987            |
| 9  | Новопокровка     | посёлок                | 1957            |
| 10 | Новочерновая     | деревня                | 1963            |
| 11 | Новошелковниково | посёлок                | 1974            |
| 12 | Ольгино 1-е      | деревня                | 1968            |
| 13 | Ольгино 2-е      | деревня                | 1980            |
| 14 | Песчанка         | деревня                | 2009            |
| 15 | Петропавловка    | посёлок                | 1968            |
| 16 | Среднеярково     | деревня                | 1971            |
| 17 | Суворовский      | посёлок                | 1985            |
| 18 | Толчино          | деревня                | 1981            |
| 19 | Торгаши          | деревня                | 1968            |
| 20 | Эгербаш          | деревня                | 1974            |
| 21 | Энгельдинка      | деревня                | 2009            |

## Транспорт
Через территорию района проходит участок Транссибирской железнодорожной магистрали «Татарск—Новосибирск». Протяженность автомобильных дорог — 364,1 км, из них с твердым покрытием — 355 км.

## Люди, связанные с районом
- Куйбышев Валериан Владимирович — революционный деятель;
- Апарин Максим Григорьевич — герой Советского Союза;
- Бурцев Дмитрий Петрович — герой Советского Союза;
- Воронков Иван Яковлевич — герой Советского Союза;
- Перевозников Андрей Тимофеевич — герой Советского Союза;
- Хрусталев Павел Иванович — герой Советского Союза;
- Шубин Алексей Петрович — герой Советского Союза.

Более 11 тысяч барабинцев ушли на фронт, порядка 5 тысяч из них погибли на полях сражений.
Почётные граждане Барабинского района
- Васильев Гавриил Дмитриевич (1921, с. Пшада Геленджикского р-на Краснодарского края – 1987) - с 1960 по 1986 год – директор совхоза «Барабинский»[25]